# Cauca (département)
Pour les articles homonymes, voir Cauca.
Le département du Cauca est l’un des 32 départements de la Colombie dont la ville capitale est Popayán surnommée la ville blanche (« Ciudad blanca »). Il se situe au sud-ouest du pays et compte environ 1 300 000 habitants (projection 2010).
C’est aussi la région montagneuse où l’importante rivière Cauca prend naissance.

## Histoire

### Période précolombienne
Les principales tribus indigènes qui habitaient la région sont les Aviramas, les Bojoles, les Chapanchicas, les Cholos, les Coconucos, les Guambianos, les Jamundíes, les Páez, les Paniquitaes, les Patías, les Polindaras, les Sindaguas, les Timbas et les Totoroes.

### Période coloniale
Le premier conquistador à entrer dans le territoire du Cauca est l'espagnol Sebastián de Belalcázar, qui recherchait l'Eldorado accompagné entre autres par Juan de Ampudia et le missionnaire jésuite Pedro de Añazco. Il fonde la ville de Popayán le 13 janvier 1537. Le 10 mai 1540, Charles Quint concède à Belalcázar le titre de gouverneur de Popayán dont la juridiction va de Pasto à la serranía de Abibe.

### XIXeetXXesiècles
Au sein de la Grande Colombie, la région de l'actuel Cauca est désignée sous le nom de province de Popayán. Le département de Cauca dont elle fait partie comprend alors aussi les provinces de Buenaventura, du Chocó et de Pasto.
Lors de la dissolution de la Grande Colombie, la nouvelle république de Nouvelle-Grenade abolit les départements. La province de Popayán couvre alors toute la partie sud de la Colombie,.
La province est alors un bastion du républicanisme radical colombien en raison de l’importance numérique des populations noires et indiennes et de leurs traditions d'insoumission à la Couronne espagnole puis à l'État colombien.
En 1856, les différents gouvernements, cédant aux fortes tendances régionalistes existantes, ont donc divisé la république de Nouvelle-Grenade en 36 provinces. Celle de Popayán ne comprend plus alors que la partie orientale du département actuel, la partie occidentale faisant partie de la province de Barbacoas.
Le 11 juin 1857, le Congrès crée l'État fédéral de Cauca. C'est le début de la période fédéraliste qui sera marquée par la naissance de la Confédération grenadine en 1858 puis des États-Unis de Colombie en 1863.
En 1886, la nouvelle constitution centraliste abolit les États souverains et crée les départements, parmi lesquels le département de Cauca, un des 26 départements de la nouvellement créée République de Colombie, qui reprend les limites de l’État souverain. En 1904, le territoire de l'actuel département de Nariño se sépare pour former un nouveau département. Le Cauca acquiert son extension actuelle en 1910, après que les nouveaux départements de Vaupés, Caquetá, Putumayo, Chocó et Valle del Cauca aient été créés.

La Province de Popayán en 1832.
La Province de Popayán en 1855.
L'État souverain de Cauca en 1863.
Le département du Cauca à partir de 1910.

### Histoire récente
Le département est particulièrement touché par les assassinats politiques, notamment des personnes qui luttent pour les droits de leurs communautés à récupérer leurs terres, tentent de préserver l’environnement menacés par des projets miniers, s’opposent aux autorités locales ou gênent les groupes armés dans leurs activités.

## Géographie

### Géographie physique

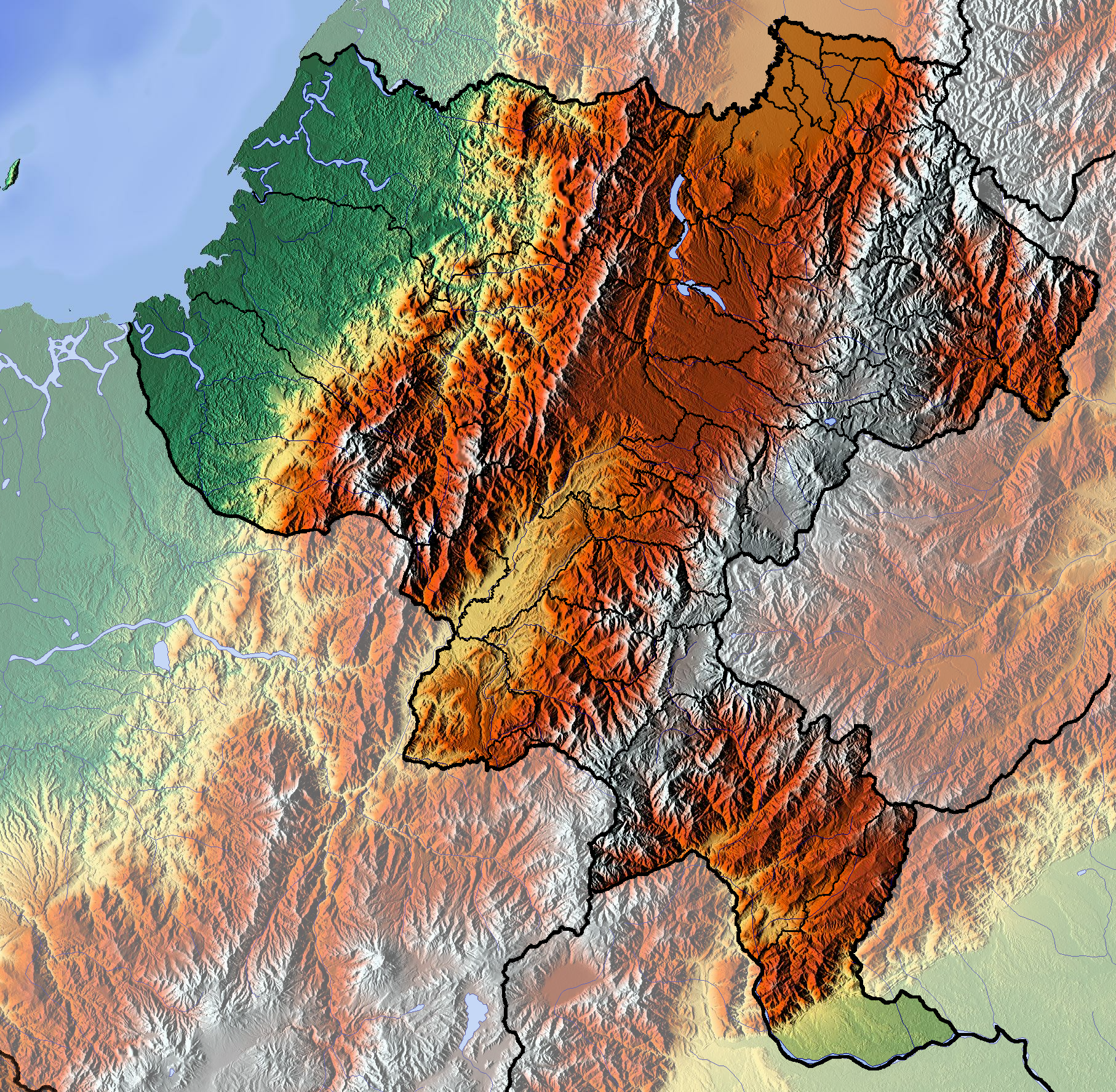
Carte topographique du Cauca.

Le département de Cauca est situé au sud-ouest de la Colombie. Il est bordé au nord par le département du Valle del Cauca, à l'est par ceux de Tolima, Huila et Caquetá, au sud par ceux de Putumayo et Nariño. Sa côte ouest est baigné par l'océan Pacifique. Le département couvre un total de 29 308 km2, en comptant l'île Gorgona, île volcanique inhabitée qui dépend de la municipalité de Guapi.
La plus grande partie du relief du département est constitué de montagnes, les cordillères Occidentale et Centrale traversant le département du nord au sud, séparées par les vallées des rios Cauca et Patía. À l'ouest se trouvent les plaines de la côte Pacifique.

### Climat
Les périodes de pluie surviennent généralement de mars à mai et de septembre à novembre. Les périodes sèches correspondent aux mois de janvier, février, juin et juillet. Du fait du relief, au Cauca se rencontrent les pisos térmicos (es) chaud, tempéré et froid, et les climats sub-andins, alto-andins et páramo.

### Découpage administratif

Municipalités du Cauca.

Le département de Cauca est découpé en 39 municipalités. Sa capitale est Popayán.
| Municipalité           | Superficie (km2) | Population (2005) | Densité (hab./km2) |
| ---------------------- | ---------------- | ----------------- | ------------------ |
| Almaguer               | 320              | 18 393            | 57,5               |
| Argelia                | 655,6            | 290               | 0,4                |
| Balboa                 | 402,83           | 23 699            | 58,8               |
| Bolívar                | 755              | 43 461            | 57,6               |
| Buenos Aires           | 410              | 22 804            | 55,6               |
| Cajibío                | 747              | 34 818            | 46,6               |
| Caldonó                | 379,98           | 31 045            | 81,7               |
| Caloto                 | 397,21           | 36 901            | 92,9               |
| Corinto                | 320              | 22 825            | 71,3               |
| El Tambo               | 3 280            | 34 258            | 10,4               |
| Florencia              | 56,285           | 6 014             | 106,8              |
| Guachené               | 392,21           |                   |                    |
| Guapi                  | 2 681            | 28 649            | 10,7               |
| Inzá                   | 1 258            | 27 172            | 21,6               |
| Jambaló                | 14,831           | 14 831            | 1 000              |
| La Sierra              | 217              | 10 844            | 50                 |
| La Vega                | 484              | 33 133            | 68,5               |
| López de Micay         | 3 101            | 12 950            | 4,2                |
| Mercaderes             | 827              | 17 670            | 21,4               |
| Miranda                | 185              | 31 967            | 172,8              |
| Morales                | 265              | 24 381            | 92                 |
| Padilla                | 100              | 8 279             | 82,8               |
| Paez                   | 1 258            | 31 548            | 25,1               |
| Patía                  | 723              | 20 807            | 28,8               |
| Piamonte               | 1 148,8          | 1 387             | 1,2                |
| Piendamó               | 197              | 36 225            | 183,9              |
| Popayán                | 483,11           | 258 653           | 535,4              |
| Puerto Tejada          | 10,2             | 44 220            | 4 335,3            |
| Puracé                 | 707              | 14 923            | 21,1               |
| Rosas                  | 42,091           | 11 421            | 271,3              |
| San Sebastián          | 436              | 12 976            | 29,8               |
| Santander de Quilichao | 518              | 80 653            | 155,7              |
| Santa Rosa             | 3 198            | 5 300             | 1,7                |
| Silvia                 | 662,4            | 30 826            | 46,5               |
| Sotará                 | 574              | 15 894            | 27,7               |
| Suárez                 | 389,87           | 19 002            | 48,7               |
| Sucre                  | 56,28            | 7 907             | 140,5              |
| Timbío                 | 205              | 30 222            | 147,4              |
| Timbiquí               | 1 813            | 17 069            | 9,4                |
| Toribío                | 412              | 26 616            | 64,6               |
| Totoró                 | 421,98           | 17 611            | 41,7               |
| Villa Rica             | 74,3             | 14 378            | 193,5              |

## Démographie

### Population
| 1973    | 1985    | 1993      | 2005      | - |
| ------- | ------- | --------- | --------- | - |
| 716 885 | 857 751 | 1 127 678 | 1 268 937 | - |

### Composition ethnique
La population du Cauca est composée de 56,31 % de Métisses et de Blancs (dont la majorité est métisse), 22,19 % d'afro-colombiens et 21,5 % d'Amérindiens.

## Économie
L'économie du Cauca est principalement basé sur l'agriculture. La production agricole est composée en particulier d'agave, canne à sucre, panela, café, pomme de terre, maïs, manioc, haricot, tomate, mûre andine et asperge. L'élevage est également très important avec sa production de viande et de lait.
La pisciculture s'est également développé ces dernières années.
Dans la région côtière du Pacifique se trouve une des plus grandes régions forestières du pays. Dans la région du río Naya, se trouvent des gisements d'or et des réserves pétrolifères.
Le taux de pauvreté dans le département approche 50 % en 2019. D'après l'universitaire Jerónimo Ríos Sierra, la présence de l’État colombien, « se réduit exclusivement à une force répressive » dans le Cauca.

## Éducation
Le Cauca héberge l'université du Cauca, un important centre d'éducation supérieure public du sud-ouest colombien.